# Protacrodontiformes
Protacrodontiformes (лат.) — отряд вымерших хрящевых рыб подкласса эвселяхий, известных с верхнего девона по средний триас (около 379,5—242 млн лет назад). Имеют некоторое сходство с более примитивными хрящевыми рыбами Orodontidae и Ctenacanthiformes

## Распространение ископаемых остатков
Ископаемые остатки описаны из девона и карбона России (Республика Коми, Московская, Самарская и Волгоградская области), карбона Великобритании (Шотландия), карбона и перми США (Оклахома, Южная Дакота, Миссури, Канзас), карбона Дании (Гренландия) и триаса Польши. 

## Классификация
Нижеследующая классификация приведена согласно данным сайта Paleobiology Database на июнь 2022 года:
- Надсемейство Protacrodontoidea Zangerl, 1981
  - Holmesella Gunnell, 1931 (классификация не устоялась)[4]
  - Семейство Protacrodontidae Cappetta et al., 1993
    - Dalmehodus Long & Hairapetian, 2000
    - Deihim Ginter et al., 2002
    - Protacrodus Jaekel, 1925

Также в состав семейства Protacrodontidae включают род Gzhelodus Ivanov, 2022.